# Alérgeno

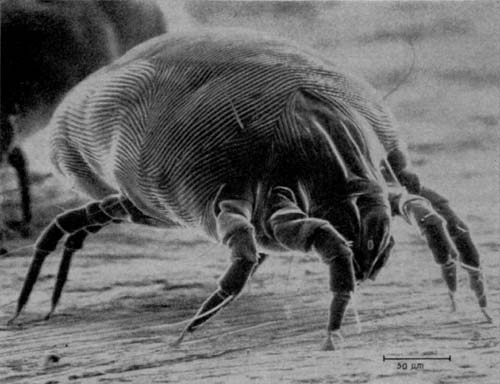
Imagen de un ácaro doméstico: un diminuto parásito que prolifera en los hogares y en las fibras textiles, y cuyos excrementos son uno de los alérgenos más comunes.

Un alérgeno (también alergeno) es una sustancia que puede inducir una reacción de hipersensibilidad (alérgica) en personas y animales susceptibles que han estado en contacto previamente con ella. 
Esta reacción de hipersensibilidad involucra el reconocimiento del alérgeno como sustancia «extraña», ajena al organismo en el primer contacto. En exposiciones posteriores, el sistema inmunitario reacciona a la exposición de forma excesiva, con la liberación de sustancias que alteran la homeostasis del organismo, lo que da lugar a los síntomas propios de la alergia.
Generalmente esta hipersensibilidad está predispuesta genéticamente en algunos individuos o familias.
De manera amplia se acepta que las proteínas de origen animal —como las halladas en el pelo y plumas de animales domésticos y salvajes— son poderosos alérgenos, así como también las encontradas en algunos mariscos, pescados y organismos como hongos. Por otro lado, numerosos productos químicos, particularmente aquellos que contiene estructuras cíclicas o derivados de la destilación del petróleo tienen potencial alergénico, incluyendo productos de uso común tales como cosméticos o aditivos en bebidas o alimentos. Los frutos secos también pueden tener un gran poder alergénico. 
Un caso particular son los fármacos, destacando los antibióticos con anillos betalactámicos o similares en su estructura química, siendo este el caso de las penicilinas y cefalosporinas.
También existen alergias a algunos metales. La más común, de este tipo, es la alergia al níquel, que se halla presente en prácticamente todas las aleaciones de metales no-nobles y a veces en algunas aleaciones de oro bajo.
Por último se pueden mencionar también los alérgenos originados en las plantas, fundamentalmente el polen de múltiples flores, así como también sustancias urticantes y savia.